# پروردگار نازنین من
«خدای نازنین من» ترانه ای از جورج هریسون نوازندهٔ انگلیسی است که در نوامبر ۱۹۷۰ در آلبوم سه‌گانه او همه چیز باید بگذرد منتشر شد.
این قطعه که در قالب تک‌آهنگ منتشر شد اولین آهنگ هریسون به‌عنوان یک هنرمند انفرادی بود که در سراسر جهان به رده‌های بالای چارت‌های موسیقی راه پیدا کرد. «پروردگار نازنین من» پرفروش‌ترین آهنگ سال ۱۹۷۱ بریتانیا و اولین تک آهنگ شمارهٔ یک یکی از اعضای بیتلز در ایالات متحده و بریتانیا بود.
این آهنگ همچنان یکی از محبوب‌ترین آثار هریسون پس از جدایی از بیتلز است و با فروش ۱۰ میلیون نسخه در «لیست پرفروش‌ترین تک‌آهنگ‌های همهٔ زمان‌ها» جای گرفته‌است. بسیاری از هنرمندان «پروردگار نازنین من» را کاور کرده‌اند.
«پروردگار نازنین من» در سال ۲۰۰۴ در فهرست ۵۰۰ آهنگ برتر تمام دوران رولینگ استون در رتبه ۴۵۴ و در به روزرسانی سال ۲۰۱۰ در رتبه ۴۶۰ قرار گرفت و پس از انتشار مجدد در ژانویه ۲۰۰۲ (دو ماه پس از مرگ هریسون) دوباره به رتبهٔ یک آفیشال چارتس بریتانیا رسید.